# Apaščia (řeka)

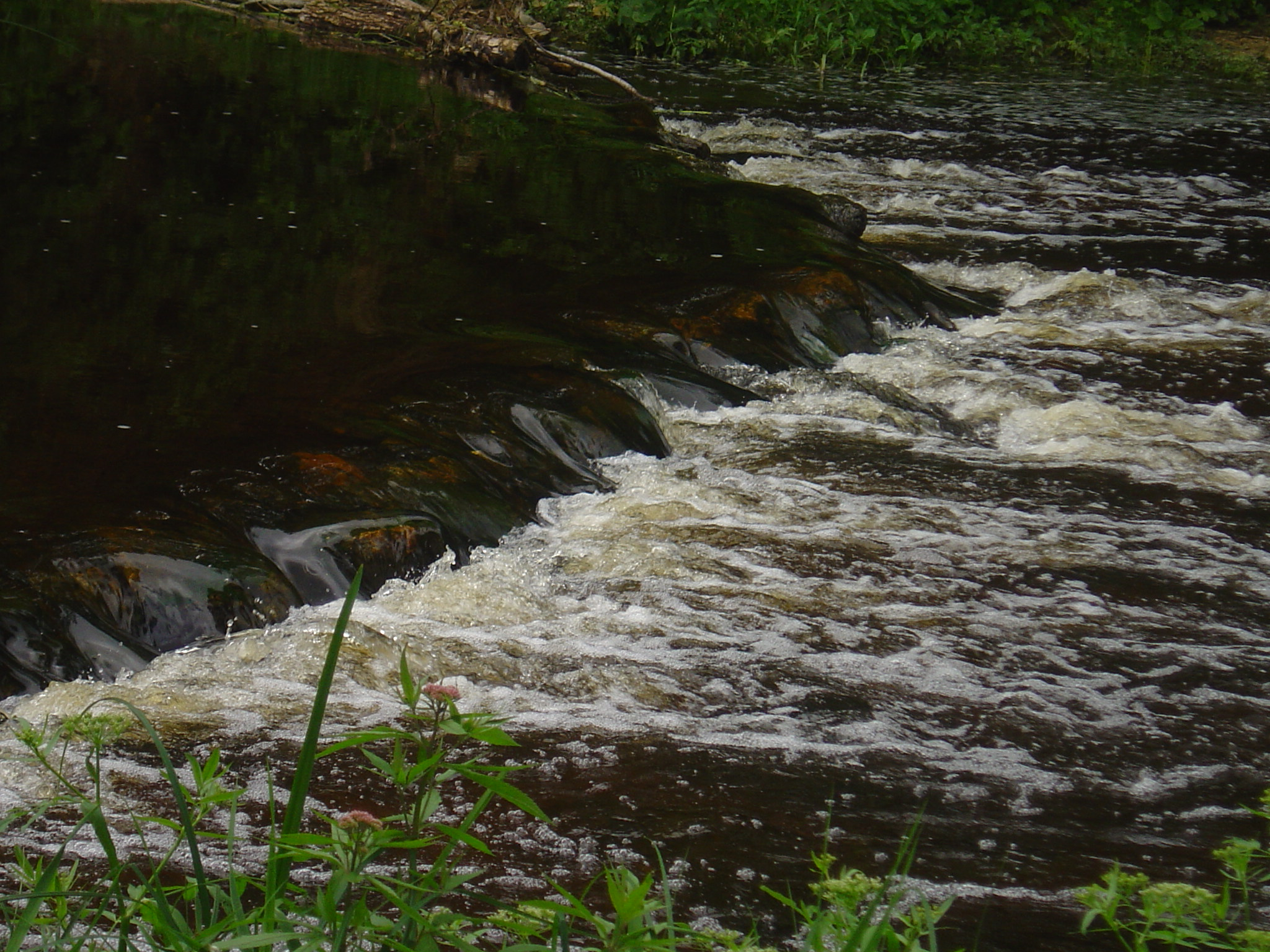
Apaščia u Nemunėlio Radviliškisu

Apaščia je řeka na severu Litvy, v Panevėžyském kraji, protéká okresy Rokiškis a Biržai. Apaščia pramení 6 km na jihojihovýchod od města Pandėlys (Okres Rokiškis). Je to levý přítok Nemunėlisu, do kterého se vlévá 60,1 km od jeho ústí do Mūši v pohraničním městě Nemunėlio Radviliškis. Teče zpočátku na severozápad, u Kučgalysu se stáčí na západ, u Galvoků na sever, u Šliželiů na severozápad, protéká okresním městem Biržai a u Totoriů se stáčí na sever. Šířka koryta je od pramene do Biržů 4 - 7 m, dále 10 - 20 m. Hloubka je 0,8 - 1,5 m, v peřejích 0.2 - 0,7 m. Průměrný spád je 70 cm/km. Průměrný průtok v ústí je 5 m³/s.

## Přítoky
- Levé:

| Hydrologické pořadí | Řeka        | Délka (km) | Povodí (km²) | Vzdálenost od ústí (km) | Ústí kde | Koordináty ústí |
| ------------------- | ----------- | ---------- | ------------ | ----------------------- | -------- | --------------- |
| 42010542            | Daržupys I  | 5,4        | 9,9          | 80,7                    |          |                 |
| 42010543            | Daržupys II | 4,1        | 7,3          | 80,6                    |          |                 |
| 42010545            | Lakštutė    | 6,3        | 9,7          | 73,6                    |          |                 |
| 42010549            | A - 9       | 4,1        | 3,8          | 69,9                    |          |                 |
| 42010553            | A - 7       | 2,4        | 1,6          | 63,1                    |          |                 |
| 42010554            | A - 5       | 2,4        | 2,0          | 57,6                    |          |                 |
| 42010555            | Kraščia     | 7,5        | 17,1         | 55,9                    |          |                 |
| 42010557            | Apaštėlė    | 13,2       | 33,7         | 53,5                    |          |                 |
| 42010634            | Šilinė      | 7,6        | 28,0         | 21,0                    |          |                 |
| 42010635            | A - 3       | 2,8        | 5,9          | 17,8                    |          |                 |
| 42010636            | A - 1       | 3,0        | 3,2          | 14,7                    |          |                 |
|                     | Gervelė     |            |              |                         |          |                 |

- Pravé:

| Hydrologické pořadí | Řeka             | Délka (km) | Povodí (km²) | Vzdálenost od ústí (km) | Ústí kde | Koordináty ústí |
| ------------------- | ---------------- | ---------- | ------------ | ----------------------- | -------- | --------------- |
| 42010541            | Paukštė          | 3,6        | 2,8          | 85,6                    |          |                 |
| 42010544            | A - 10           | 3,7        | 8,7          | 78,2                    |          |                 |
| 42010547            | Apaštėlė         | 13,0       | 16,7         | 73,1                    |          |                 |
| 42010548            | A - 8            | 3,9        | 6,1          | 71,9                    |          |                 |
| 42010551            | A - 6            | 4,5        | 6,2          | 66,9                    |          |                 |
| 42010552            | A - 4            | 2,6        | 3,3          | 66,0                    |          |                 |
| 42010562            | Kadaras          | 9,2        | 10,4         | 47,9                    |          |                 |
| 42010564            | Dunojėlis        | 15,5       | 38,2         | 44,3                    |          |                 |
| 42010568            | Paršupis         | 3,5        | 14,6         | 41,6                    |          |                 |
| 42010587            | Rovėja           | 38,1       | 190,8        | 22,5                    |          |                 |
| 42010637            | Užušilės upelis  | 3,6        | 3,4          | 14,3                    |          |                 |
| 42010638            | Užušilės kanalas | 6,8        | 10,9         | 13,7                    |          |                 |
| 42010639            | Aukštoji Gervė   | 27,4       | 51,7         | 10,7                    |          |                 |
| 42010653            | Žemoji Gervė     | 19,2       | 66,1         | 6,7                     |          |                 |
| 42010662            | Perkaso Gervelė  | 13,3       | 21,8         | 3,9                     |          |                 |
| 42010664            | A - 2            | 4,0        | 3,3          | 2,7                     |          |                 |